# Mahasena
Mahasena é um gênero de mariposa pertencente à família Acrolophidae.